# Biernaty (okręg uciański)
Biernaty (lit. Bernotai) – wieś na Litwie leżąca w gminie Mielegiany, rejonie ignalińskim, okręgu uciańskim, 4 km na północ od wsi Melegiany.

## Historia
Wieś Bernaty była wzmiankowana w 1716 r., w 1744 roku należała do parafii w Twereczu.
Wieś została opisana w Słowniku geograficznym Królestwa Polskiego. Z opisu wynika, że leżała w gminie Mielegiany, w powiecie święciańskim guberni wileńskiej Imperium Rosyjskiego. Miała 21 dusz rewizyjnych. Należała do dóbr Polesie.
W dwudziestoleciu międzywojennym wieś leżała w granicach II Rzeczypospolitej w gminie wiejskiej Mielegiany, w powiecie święciańskim, w województwie wileńskim.
Po agresji ZSRR na Polskę w 1939 roku wieś została zajęta przez Armię Czerwoną i włączona do BSRR, a w 1940 do LSRR. W latach 1941-1944 pod okupacją niemiecką. Następnie leżała w LSRR. Od 1991 roku w Republice Litewskiej.